# John Percy Farrar
Pour les articles homonymes, voir John Farrar (homonymie) et Farrar.
John Percy Farrar, né à Chatteris le 25 décembre 1857 et mort à Londres le 18 février 1929, est un alpiniste et militaire anglais. 

## Famille
Il est l'ainé des trois fils du médecin Charles Farrar. Sa mère Helen Howard est la sœur de l'agronome, industriel et politicien James Howard (1821–1889). Ses deux frères cadets George Herbert Farrar (1859-1915) et Sidney Howard Farrar fondèrent une importante compagnie minière en Afrique du Sud, la Farrar Brothers.

## Alpinisme

Pointe Farrar (à droite) sur l'aiguille Verte.

Sa longue carrière alpine débute en 1881 dans les Alpes rhétiques pour se terminer en 1928, uniquement interrompue par la Première Guerre mondiale. Il visite tout à tour la France, la Suisse, l'Italie, l'Allemagne, l'Autriche, le Canada (Rocheuses canadiennes), le Japon (mont Nantai, mont Asama, etc.) et l'Afrique (région du Transvaal). Mais l'essentiel de don activité alpine se concentre dans les Alpes, dans lesquelles il participe à plusieurs premières ou secondes ascensions, souvent avec son guide valdôtain Daniel Maquignaz. Une pointe de l'arête des Grands Montets à l'aiguille Verte est nommé en son honneur Pointe Farrar (3 660 m). Il fut président de l'Alpine Club de 1917 à 1919, membre du Groupe de haute montagne et à partir de 1921 du Mount Everest Committee.

### Ascensions
- 1881 - Première ascension du Stammerspitze dans le massif de Samnaun
- 1883 - Seconde de la face ouest du Weisshorn avec le guide Johann Kederbacher, les 15 et 16 août[4]
- 1892- Première de la face sud de l'Ober Gabelhorn, avec le guide Daniel Maquignaz, le 28 septembre[4]
- 1893 - Seconde de l'arête de Peuterey au mont Blanc par l'aiguille Blanche de Peuterey avec le guide Christian Klucker, en août[5]
- 1893 - Première de l'arête nord de Pollux, avec Wylie Lloyd et le guide Joseph Pollinger, le 18 août
- 1893 - Première en versant sud du Bietschhorn avec Daniel Maquignaz, le 16 septembre[4]
- 1897 - Première de l'arête nord du Wetterhorn avec Daniel Maquignaz et J. Korderbacher fils, le 11 août[4]
- 1898 - Première traversée des arêtes du Grand Paradis avec les guides J. Korderbacher et Daniel Maquignaz, le 13 août[4]
- 1898 - Première ascension du mont Blanc par l'aiguille de Bionnassay avec traversée du col de Miage, avec Daniel Maquignaz
- 1924 - Première de l'éperon nord de la Ebnefluh avec F.R. Wills et les guides F. Boss et P. Almer, le 16 juillet[4]

## Seconde guerre des Boers
Lors de la seconde guerre des Boers (1899–1902), il rejoint son frère George Farrar dans la division coloniale du général Edward Brabant (en partie financée par la Farrar Brothers). Il sert dans les Kaffrarian Rifles, atteignant le grade de capitaine. Avec son frère, ils s'engage dans la vie politique du Transvaal au sein du Progressive Party, principal parti d'opposition à Louis Botha.

## Écrits
Éditeur de l'Alpine Journal, il écrit de nombreux articles sur l'histoire de l'alpinisme, dont une étude sur la première ascension controversée du Finsteraarhorn par Johann Rudolf Meyer en 1812, et dans laquelle il conclut que cette revendication est fausse et que la première est celle de Jakob Leuthold et Johann Wahren, les guides de Franz Joseph Hugi en 1829, ainsi qu'une analyse de l'accident à la descente du la première ascension du Cervin par Whymper et ses compagnons en 1865. Il contribue également, avec Oscar Eckenstein et John Norman Collie au manuel d'alpinisme de Geoffrey Winthrop Young Mountain Craft.